# Cruel World Festival
Le Cruel World Festival est un festival américain ayant lieu dans la ville de Pasadena, Californie à la fin du mois de mai. Il est principalement axé sur la musique des années 1970, 1980 et début 1990, mettant à l'affiche des groupes et des artistes de post-punk et de new wave.

## Création et premières éditions: 2022-présent
La première édition, en 2022, comporte les artistes Morrissey, Bauhaus et Blondie, comme tête d'affiche, avec aussi la participation de Psychedelic Furs et de Public Image Ltd. Le festival a lieu dans le parc Brookside jouxtant le stade Rose Bowl à Pasadena, en Californie.
En 2023, Siouxsie et Iggy Pop sont les deux têtes d'affiche aux côtés de Billy Idol et de Echo & the Bunnymen et the Human League. L'édition 2024 se déroulera le samedi 11 mai au même endroit.